# Philippe Buonarroti

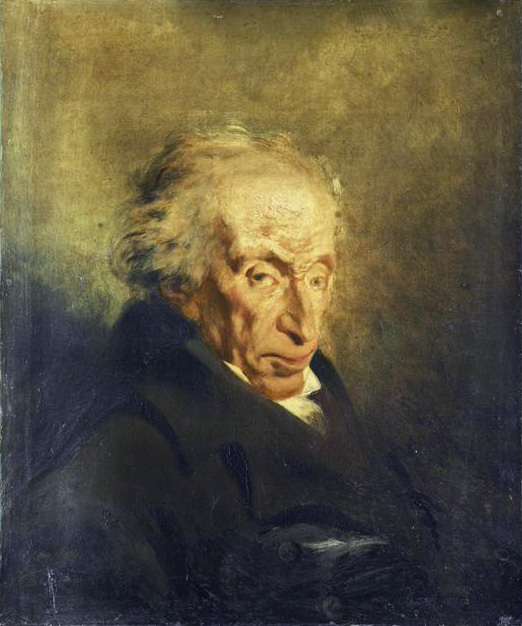
Philippe Buonarroti

Filippo Giuseppe Maria Ludovico Buonarroti, mais conhecido como Philippe Buonarroti (Pisa, 11 de novembro de 1761 - Paris, 16 de setembro de 1837), foi um revolucionário e teórico socialista italiano radicado na França.
Nascido no seio de uma notória família italiana, Buonarroti teve como antepassado o grande escultor Michelangelo. Estudou Jurisprudência na Universidade de Pisa e rapidamente atingiu um dos mais altos postos administrativos de sua cidade, mas demitiu-se depois que a Revolução Francesa estalou. Dirigiu-se, então, à Córsega onde permaneceu de 1790 a 1793, tendo se tornado amigo do jovem Napoleão Bonaparte.
Logo depois, instalou-se em Paris, onde fundou o Clube do Panteon , do qual se tornou Presidente, que em 1796 já contava com 17.000 membros, muitos dos quais pertencentes a Guarnição de Paris. Tomou participação ativa na Conjuração dos Iguais e, com o fracasso do movimento, ficou preso até 1807.
Liberto, morou por alguns anos no Sudoeste da França onde esteve em contato com revolucionários italianos, tornou-se carbonário e participou da agitação nacionalista e liberal italiana. 
Transferiu-se para a Suíça e em seguida novamente para Paris, depois da  Revolução de Julho. Após uma tentativa de expulsão por parte da polícia assumiu o pseudônimo de Raymond. 
Faleceu na capital francesa em 1837.

## Obras
- Histoire des sociétés secrètes de l'armée 1815
- Conspiration des égaux 1828
- Conspiration pour l'Egalité dite de Babeuf, suivie du procès auquel elle donna lieu 1828